# 호를리우카 전투
호를리우카 전투는 2014년 7월 20일 우크라이나군이 도네츠크 인민 공화국이 장악한 도네츠크주의 호를리우카를 탈환하려고 진격하면서 시작된 전투이다. 이 전투는 9월 6일 끝이 났다.

## 진행
호를리우카는 도네츠크주에서 가장 큰 도시로 도네츠크 북쪽에 있다. 우크라이나 동부와 남부에서 불안이 커지는 가운데 4월 14일에는 호를리우카에 무장 괴한이 침입하여 경찰서를 장악했다. 이후 이 사람들은 도시 청사를 장악하고 도네츠크 인민 공화국의 독립을 선포한 이후 도시 전체를 장악했다. 7월 5일 도네츠크 인민 공화국군이 슬로비얀스크에서 후퇴한 이후 많은 사람들이 여전히 도네츠크 인민 공화국이 장악하고 있는 호를리우카로 갔다.

## 전투
7월 21일에 우크라이나군이 호를리우카 외곽의 먀오르스크 장악을 시도하면서 전투가 시작되었다. 도시 전역에 전초전이 일어났다는 보고가 있다. 우크라이나 공군 소속 전투기가 7월 23일 도네츠크 인민 공화국군을 포격한 이후 호를리우카에서 격추당했다. 소강 상태가 있은 이후, 7월 27일에는 전투가 재개되었다. 정부군은 도시를 점령하기 위해 포위전을 시작했다고 말했다. 또한, 그들은 도시 외곽의 검문소 인력이 도네츠크 인민 공화국군의 공격으로 무너졌다고 말했다. 도네츠크 인민 공화국 대표는 우크라이나군은 도시 외곽에 약간만 점령하고 있는 상태라고 말했다. 정부군은 이후 호를리우카 주거지에 포격하여 적어도 13명이 사망했다. 돈바스의 정부군 군사 작전가 대변인은 도네츠크 인민 공화국이 정부군의 불신을 위해 민간 주거지역에 BM-21 미사일을 날렸다고 발표했다. 호를리우카의 도네츠크 인민 공화국 지휘관은 만일 정부군이 도시에서 철수하지 않으면 현재 가지고 있는 인질을 죽이고 도시 내의 화학공장을 폭파시킬 것이라고 말했다. 전투 중 정부군은 반정부군이 최소한 20명 이상 사망했으며, 도시 외곽의 군용차량 8대 이상을 파괴했다고 말했다.
다음 날, 전투로 인해 호를리우카에서 민간인 17명이 사망하고 43명이 부상을 입었다고 보고했다. 정부군은 도네츠크 인민 공화국이 로켓 발사기와 박격포를 배치한 곳에 포격을 계속했으며 도시 주민들 사이에는 공황이 빚어졌다. 도시 교외 곳곳에서는 검은 연기가 보였다. 7월 29일, 도시의 많은 주거지가 완전히 파괴되었다. 호를리우카의 반정부군 지휘관, 일명 "악마"라고 부르는 이고르 베즐레르는 계속해서 전투가 일어나는 도중 도시를 떠났다. 7월 31일에는 정부군이 다시 도시를 포위하려 시도했다. 다음 날에는 하루 종일 충돌이 일어났다. 8월 3일에는 적어도 민간인 1명이 사망하고 16명이 부상을 입었다. 8월 6일, 적어도 250채 이상의 가정이 도시가스를 사용하지 못한 채 방치되어 있었고 나머지는 완전히 파괴되었다. 다음 날, 포탄이 버스정류장에 떨어져 민간인 5명이 사망하고 10명 이상이 부상을 입었다. 발전소 또한 포격으로 파괴되어 도시의 많은 부분에 전기 공급이 끊어졌다.
도네츠크 인민 공화국군은 8월 6일 도시 중앙과 북부를 잇는 다리를 폭파했다. 이 폭파는 우크라이나군의 전진을 중단하려는 시도였다. 8월 14일에도 치열한 전투가 이어졌다. 8월 16일에는 도시를 방어하던 체첸 병사가 도시를 포기했다. 우크라이나군은 8월 18일 다시 한번 더 호를리우카를 포위했다고 말했다. 이에도 불구하고 전투는 계속되었다. 8월 말에는 도네츠크 인민 공화국군이 돈바스 전 지역에 걸쳐 반격 작전을 시작하면서 우크라이나군이 가지고 있었던 많은 지역을 재점령했다. 8월 27일에는 호를리우카와 인근의 일로바이스크에서 우크라이나군이 반군 200여명을 죽였다.
9월 5일 민스크 협정이 체결되었음에도 불구하고, 도네츠크 인민 공화국은 9월 6일 우크라이나군이 호를리우카를 포격했다고 비난했다. 휴전이 시작되었지만 더 이상의 진전은 없다.